# Legenda miejska

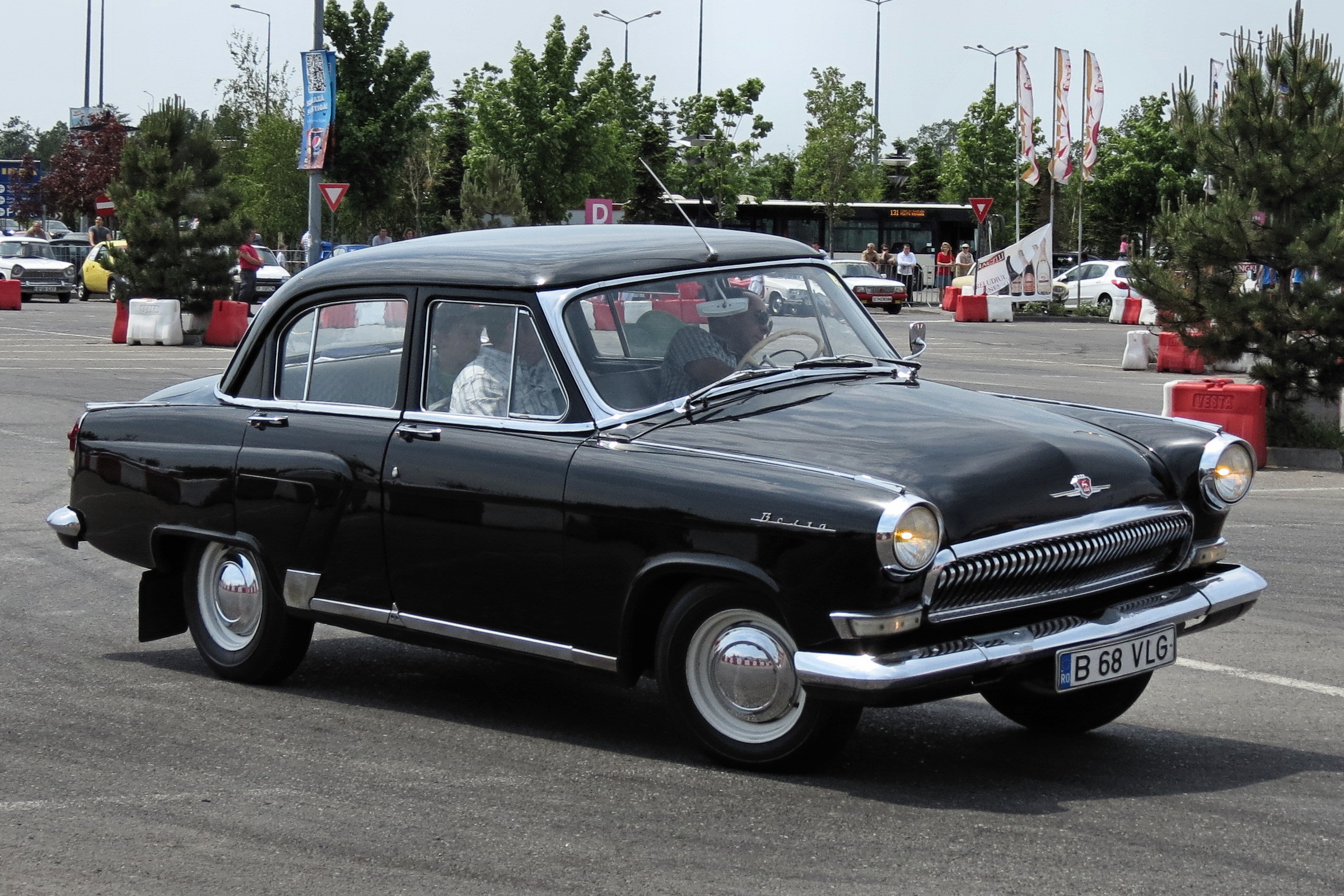
Czarna wołga (GAZ-21 Wołga)

Legenda miejska (ang. urban legend) – pozornie prawdopodobna informacja o charakterze sensacyjnym, rozpowszechniana w mediach, internecie lub w kręgach towarzyskich, i wzbudzająca silne emocje u odbiorców.
Legenda miejska elektryzuje słuchaczy i pobudza ich do komentowania oraz do dalszego jej rozpowszechniania, dotyczy bowiem albo sytuacji mogących się przytrafić każdemu, albo znanych osób. Era Internetu i szybkiej wymiany informacji znacznie przyspieszyła obieg tego rodzaju plotek, obecnych od dawna w grupach społecznych. Legendy miejskie często są przekształceniem wcześniejszych opowieści ludowych – na przykład opowieść o czarnej wołdze (którą rzekomo porywano ludzi, zwłaszcza dzieci, w epoce PRL), czy o pedofilach (lub narkomanach) zabierających małe dzieci z centrów handlowych, przetwarza wcześniejszą plotkę o Żydach porywających dzieci po to, by wyssać lub utoczyć z nich krew i użyć do rytualnej macy.

## Legenda miejska w ujęciu memetyki
Z punktu widzenia memetyki legenda miejska jest przykładem replikującego się memu. Mem lub mempleks legendy miejskiej jest przekazywany kolejnym osobom. Ponieważ tego typu opowieści są niesamowite, ich memy rozchodzą się lawinowo. W czasie rozprzestrzeniania się miejskiej legendy powstaje wiele jej zmutowanych form – historyjka powszednieje i traci wiarygodność, a społeczność uodparnia się na wirusa danej opowieści. Niektóre legendy miejskie w swych zmutowanych formach pojawiają się w danym społeczeństwie cyklicznie, niejednokrotnie wywołując panikę.

## Cechy typowej legendy miejskiej
- anonimowy autor lub źródło informacji (czasami jednak miejskie legendy przedostają się do mediów)[1]
- opisywane wydarzenie wydaje się bardzo prawdopodobne[1]
- historia jest w jakiś sposób niesamowita i niepokojąca[1]
- opowieść dotyczy spraw trudnych do zlekceważenia (pożywienia, bezpieczeństwa, znanych osób)[1]
- niekiedy wskazanie grupy osób, którym zależy na ukryciu „prawdy”[1]

## Przykłady
- czarne wołgi porywające dzieci w czasach PRL[2]
- używanie w wietnamskich barach psiego mięsa do przyrządzania potraw[2]
- czakram wawelski
- istnienie Chupacabry
- gerbilling[3]
- seryjny morderca z hakiem
- zabójca na tylnym siedzeniu[4]
- istnienie superszpiega Kilroya[5][6]
- lista z Villejuif
- znikający autostopowicz[7]
- klątwa Tutanchamona
- śmierć Paula McCartneya w wypadku samochodowym
- Lenin stał się grzybem
- stanie Zoi
- przeklęty blok
- aligatory w kanalizacji[8]